# برهان الخطيب
برهان الخطيب (ولد في محافظة بابل عام 1944-) كاتب وروائي عراقي. ترجمت بعض أعماله إلى لغات أخرى مثل الإنجليزية والألمانية والروسية والسويدية وغيرها، وأُعِدت من قصصه أعمالا سينمائية.

## مسيرته والنقد
ولد برهان الخطيب في محافظة بابل عام 1944 وأكمل فيها تعليمة الابتدائي والثانوي. كان والده حسن الخطيب خريج أول دورة لتعليم اللغة الإنجليزية في العراق ثلاثينات القرن العشرين، وعمل طيلة حياته مدرسا للإنجليزية وتقاعد كمدير مدرسة، ووالدته فاطمة كريم الهاشمي من رائدات الحركة النسوية في العراق.
نشر الخطيب أول قصصه بمجلة الأحداث اللبنانية عام 1959 كما عمل في الستينات في الصحافة العراقية واللبنانية ونشر بها قصصًا قصيرة وترجم عن الإنجليزية، ثم انتقل إلى بغداد مع أسرته، وتخرج في كلية الهندسة العراقية بعد دورة تدريبية في مصر، حيث درس في دورة ضباط الاحتياط من سبتمبر 1967 إلى آذار 1968. صدر أول كتاب له عام 1967، وهو مجموعة قصص بعنوان «خطوات إلى الأفق البعيد»، عن دار آل البيت في كربلاء واستقبلته الصحافة العراقية جيدًا. وفي العام التالي صدر له «ضباب في الظهيرة» وهي رواية عن دار الغري في النجف، وفي نفس العام نشرت قصته «الشرف» في مجلة الكلمة، والتي بسببها أُحيل برهان إلى المحاكمة بسبب «تعرض القصة للقيم والوضع السياسي»، ثم أغلقت الدعوى بتدخل الوزير شاذل طاقة.
عمل الخطيب مهندسًا في وزارة الإصلاح الزراعي من عام 1968 وحتى عام 1969. وأوفد إلى موسكو عام 1969 وكانت له عمة تدرس في روسيا مع زوجها، وساعدته عمته على البقاء في موسكو، فتخلى عن الهندسة هناك، والتحق بالمعهد الأدبي للكتاب، ونال الماجستير بتقدير امتياز سنة 1975 ثم عمل فترة للحصول على إقامة، مترجمًا للأدب حتى عام 1986، وكانت حصيلة إنتاجه في تلك الفترة ثلاثة عشر كتابًا مترجمًا، إلا أن اهتمامه الرئيسي كان الرواية والقصة والمقالة كتأليف وبحث، وكتب أكثر من دراسة وكتاب عن القصة العربية العراقية. وراسل الخطيب مجلة الأقلام الأدبية وألف باء العراقية والآداب اللبنانية وغيرها. كما عمل الخطيب مراسلاً لمجلة وزارة الإعلام العراقية الأقلام من 1975 إلى 1980، وكتب أطروحة دكتوراة في القصة العراقية بمعهد الاستشراق الروسي وناقشها.
يرى نجم كاظم أنه من غير الدقة نقدياً، اعتبار برهان الخطيب كاتبًا ستينياً (أي بدأ مسيرته الأدبية في ستينيات القرن العشرين))، لكنه يرى أنه من الممكن اعتباره كذلك، بسبب تجربته الروائية الأولى “ضباب في الظهيرة” التي صدرت في أواخر الستينيات، وما وصفه بـ«بقاء أنفاس هذا التيار تتردد بهذا القدر أو ذاك في أعماله التالية»، بالإضافة إلى انتماء روايته “شقة في شارع أبي نواس” (التي يراها كاظم أهم أعماله) بدرجة ما إلى الستينيات. وصف كاظم «ضباب في الظهيرة» بالمحاولة التجريبية المتواضعة فنّاً وإنجازاً، إلا أنه يرى أن «شقة في شارع أبي نواس» الصادرة بعد 5 سنوات منها تعد «تجربة جديدة أقل ما يمكن أن يقال فيها إنها جميلة»، ورأى فيها «تميزاً فنياً واضحاً مقارنة بتلك المحاولة الأولى»، كما عززتها تجربته الثالثة عام 1975، “الجسور الزجاجية”.
في سنة 1972، صدرت روايته «شقة في شارع أبي نواس» عن دار العودة في بيروت، ومُنعت من النشر في العراق وسوريا. تبعتها روايته «الجسور الزجاجية» عن دار عويدات في بيروت أيضًا عام 1975، ومنعت في العراق مرة أخرى، وتكرر ذلك في رواياته اللاحقة.
في 1986، استقال الخطيب من عمله في دار نشر التقدم بروسيا بعد تعرضه لمضايقات هناك وسجنه دون محاكمة، وغادرها عن طريق سوريا إلى السويد للإقامة، ومنح حق اللجوء السياسي، ثم أسس دار أوراسيا للنشر، ثم حلها بعد عدة سنوات متفرغًا للعمل الأدبي. وواصل الكتابة في الصحف الصادرة في لندن وبغداد في الأدب العربي والشأن العراقي والتأليف الروائي.
صوَّر الخطيب حياته في موسكو في رواية «سقوط أسبرطة أو حب في موسكو»، وشملت شخصيات الرواية «الألة السوفيتية البيروقراطية» وتوقع الخطيب سقوط المعسكر الاشتراكي وسيطرة القطب الواحد، كما صوّر في روايته «غراميات بائع متجول» قصة حب فتى عربي وفتاة روسية، وتتطور الأحداث بإيقاع غني بتفاصيل الحياة اليومية الاجتماعية والسياسية، وانتهت الرواية بخاتمة غير متوقعة.
وُصف أسلوبه الأدبي بالمعتمد على التشويق الفني و«عرض التجربة الحياتية للإنسان العربي على خلفية غنية بالتفاصيل يصور من خلالها حالات إنسانية عامة»، وقد مزج الخطيب في أعماله، بين هموم الذات المتطلعة الشابة الممتلئة بالحس النقدي وبين الهموم الاجتماعية والسياسية الممتلئة بها شوارع الحياة وفروعها المحلية.
كتب عنه نقاد عديدون منهم الناقدة العراقية فاطمة المحسن والتي ترى أنه كان واحدا من «القلة التي لم تقع في الفخ الآيديولوجي، ولم ينظر إلى الرواية باعتبارها معبرة عن هدف اجتماعي أو سياسي». وتعتبر المحسن أن برهان الخطيب، من أبرز الكتاب العراقيين في الخارج الذين أعطوا تصوير الأحداث التاريخية اهتمامًا واضحًا في أعمالهم، وتلاحظ أن الحدث التاريخي في أغلب رواياته، هو مركز تدور حوله حبكة الرواية، وتُرسَم ملامح الشخصيات والوقائع من خلاله. كما لاحظ عبد الحسين شعبان في كتابه «نشطاء على حدود الوطن: حقوق الإنسان بين المنفى والعودة» أن برهان الخطيب قد خصص أعماله الروائية للحديث عن مواضيع الغربة والنفي والبحث عن الهوية، وجادل بأنه قد بلورها في روايته الأخيرة “الجنائن المغلقة” والتي تصور الشتات العراقي في الأعوام الأربعين السابقة. ورأى عبد الحسين شعبان في تلك الرواية استمرارًا للخطيب على نفس نهج رواياته ”بابل الفيحاء” و”الجسور الزجاجية” و”ليلة بغدادية” و«حب في موسكو». ووصفت مارينا ستاغ روايته الأخيرة «الجنائن المغلقة» بأنها «رواية عربية من طراز أصيل رفيع». وأشادت شاشتين أكسل بروايتيه «الجسور الزجاجية» و«بابل الفيحاء». وفي تحليله لرواياته، يرى الناقد عدنان حسين أحمد أن برهان الخطيب قد «غاص عميقًا في مسألة الوجود الإنساني ورصد قضايا كبيرة كالحرب الباردة والتجسس الصناعي كما تنبأ بأفول المعسكر الاشتراكي وولادة القطب الواحد الذي يتحكم بمصير البشرية».

## أعماله
- مجموعة قصص (خطوات إلى الأفق البعيد)، دار آل البيت 1967[1]

- رواية (ضباب في الظهيرة) مطبعة الغري 1968[1]
- رواية (شقة في شارع أبي النواس) دار العودة بيروت 1972[8]
- رواية (الجسور الزجاجية) دار عويدات بيروت 1975[9]
- مجموعة قصصية (الشارع الجديد)، وزارة الثقافة العراقية، 1980[10]
- رواية (نجوم الظهر) حلقات بمجلة أسبوعية في أبي ظبي 1986 ثم طبعة أولى، منشورات أوراسيا، 1991[11]
- (الجسور الزجاجية) دار عويدات بيروت طبعة ثانية 1991
- سقوط سبرطة، أو حب في موسكو، منشورات أوراسيا، 1992[12]
- ليلة بغدادية، دار أوراسيا، ستوكهولم، 1993.[13]
- بابل الفيحاء، أوراسيا، ستوكهولم، 1994[14]
- ذلك الصيف في إسكندرية، أوراسيا، ستوكهولم، والنبوغ، لندن، 1995[15]
- الجنائن المغلقة، طبعة تجريبية (مائة نسخة) عن بوديوم السويدية، ثم الطبعة الأولى لها عن دار الشؤون الثقافية العامة ببغداد 2006 في جزئين.[16]
- ليالي الأنس في شارع أبو نؤاس رواية 2009 مؤسسة نوافذ ـ القاهرة، ودار الفرقد، دمشق.[17]
- غراميات بائع متجول: رواية، جمعية نوافذ للترجمة والتنمية والحوار، القاهرة، 2015.[18]
- علي تخوم الألفين: رواية، جمعية نوافذ للترجمة والتنمية والحوار، القاهرة، 2011.[19]
- أخبار آخر الهجرات، جمعية نوافذ للترجمة والتنمية والحوار، القاهرة، 2012.[20]
- مقالات ومقابلات (الرواية والروائي)
- أخبار آخر العُشاق، مؤسسة شمس للنشر والإعلام، 2016.[21]
- الثقافة الفنية العالمية في القرن العشرين: سينما. مسرح. موسيقى: الكتاب الأول السينما (مراجعة)، 2018.[22]

## حياته الشخصية
تزوج برهان الخطيب وطَلق مرتين.